# Любомир Огнянов (историк)
Вижте пояснителната страница за други личности с името Любомир Огнянов.
Любомир Георгиев Огнянов е български историк.
Роден е на 25 май 1941 година в село Брезе, Девинско. През 1968 година завършва история в Софийския университет „Климент Охридски“, където след това преподава. Работи главно в областта на най-новата история на България. През 1976 година защитава докторат, а от 1989 година е доктор на историческите науки.

## Избрана библиография
- „Борбата на БЗНС против Първата световна война“ (1977)
- „Войнишкото въстание 1918 г.“ (1988)
- „Българският земеделски народен съюз 1899 – 1912“ (1990)
- „Държавно-политическата система на България 1944 – 1948“ (1993)
- „Политическата система в България 1949 – 1956“ (2008)